# العلاقات المجرية الدومينيكية
العلاقات المجرية الدومينيكية هي العلاقات الثنائية التي تجمع بين المجر ودومينيكا.

## مقارنة بين البلدين
هذه مقارنة عامة ومرجعية للدولتين:
| وجه المقارنة                                              | المجر                                                       | دومينيكا              |
| --------------------------------------------------------- | ----------------------------------------------------------- | --------------------- |
| المساحة (كم2)                                             | 93.04 ألف                                                   | 751                   |
| عدد السكان (نسمة)                                         | 9.78 مليون                                                  | 73.92 ألف             |
| الكثافة السكانية (ن./كم²)                                 | 105.12                                                      | 9.84 ألف              |
| العاصمة                                                   | بودابست                                                     | روسو                  |
| اللغة الرسمية                                             | لغة مجرية                                                   | لغة إنجليزية          |
| العملة                                                    | فورنت مجري                                                  | دولار شرق الكاريبي    |
| الناتج المحلي الإجمالي (بليون دولار)                      | 139.14 مليار                                                | 562.54 مليون          |
| الناتج المحلي الإجمالي (تعادل القوة الشرائية) بليون دولار | 260.42 مليار                                                | 789.63 مليون          |
| الناتج المحلي الإجمالي الاسمي للفرد دولار أمريكي          | 12.36 ألف                                                   | 7.12 ألف              |
| الناتج المحلي الإجمالي للفرد دولار أمريكي                 | 25.07 ألف                                                   | 10.88 ألف             |
| مؤشر التنمية البشرية                                      | 0.828                                                       | 0.724                 |
| رمز المكالمات الدولي                                      | +36                                                         | +1767                 |
| رمز الإنترنت                                              | .hu                                                         | .dm                   |
| المنطقة الزمنية                                           | ت ع م+01:00، ت ع م+02:00، أوروبا/بودابست ‏، توقيت وسط أوروبا | 00، توقيت أطلنطي موحد |

## منظمات دولية مشتركة
يشترك البلدان في عضوية مجموعة من المنظمات الدولية، منها:
| علم المنظمة | اسم المنظمة                        | تاريخ انضمام المجر | تاريخ انضمام دومينيكا |
| ----------- | ---------------------------------- | ------------------ | --------------------- |
|             | مؤسسة التنمية الدولية              | 29 أبريل 1985      | 29 سبتمبر 1980        |
|             | يونسكو                             | 14 سبتمبر 1948     | 9 يناير 1979          |
|             | وكالة ضمان الاستثمار متعدد الأطراف | 21 أبريل 1988      | 7 أكتوبر 1991         |
|             | الأمم المتحدة                      | 14 ديسمبر 1955     | 18 ديسمبر 1978        |
|             | الاتحاد البريدي العالمي            | ?                  | ?                     |
|             | البنك الدولي للإنشاء والتعمير      | 7 يوليو 1982       | 29 سبتمبر 1980        |
|             | الاتحاد الدولي للاتصالات           | 1866               | 28 أكتوبر 1996        |
|             | منظمة حظر الأسلحة الكيميائية       | ?                  | ?                     |
|             | مؤسسة التمويل الدولية              | 29 أبريل 1985      | 29 سبتمبر 1980        |
|             | منظمة التجارة العالمية             | 1995               | ?                     |
|             | منظمة الشرطة الجنائية الدولية      | ?                  | ?                     |

## وصلات خارجية
- موقع وزارة الخارجية المجرية